# Рейес, Доминик
Доминик Рейес (англ. Dominick Reyes; род. 26 декабря 1989, Хеспирия) — американский боец смешанного стиля, представитель полутяжёлой весовой категории. Выступает на профессиональном уровне начиная с 2014 года, известен по участию в турнирах бойцовских организаций UFC, KOTC, LFA и др. Был претендентом на титул чемпиона UFC в полутяжёлом весе.
Занимает 8 строчку официального рейтинга UFC в полутяжелом весе.

## Биография
Доминик Рейес родился 26 декабря 1989 года в городе Хеспирия округа Сан-Бернардино, Калифорния. В детстве занимался борьбой, играл в американский футбол, мечтал о попадании в Национальную футбольную лигу.
Выпустившись из старшей школы, поступил в Университет штата Нью-Йорк в Стоуни-Брук, где получил степень бакалавра в области информационных систем. Во время обучения играл за университетскую футбольную команду «Морские волки», был капитаном. Участвовал в драфте НФЛ — к нему проявили интерес такие клубы как «Вашингтон Редскинз», «Сан-Диего Чарджерс» и «Окленд Рэйдерс», однако ни один из них его не выбрал.
Не добившись большого успеха в футболе, Рейес вернулся в Калифорнию и занялся единоборствами в зале своего брата Combat Cage Academy в Викторвилле. Некоторое время выступал в ММА на любительском уровне, одержав в общей сложности пять побед и не потерпев при этом ни одного поражения.

### Начало профессиональной карьеры
Дебютировал в смешанных единоборствах на профессиональном уровне в декабре 2014 года на турнире King of the Cage, выиграв у своего соперника техническим нокаутом в первом же раунде. Затем одержал ещё несколько побед в небольших американских промоушенах, в том числе победил на турнире Legacy Fighting Alliance.

### Ultimate Fighting Championship
Имея в послужном списке шесть побед без единого поражения, Рейес привлёк к себе внимание крупнейшей бойцовской организации мира Ultimate Fighting Championship и в 2017 году подписал с ней долгосрочный контракт. В дебютном поединке в октагоне UFC уже на 29 секунде первого раунда выиграл техническим нокаутом у датчанина Йоакима Кристенсена — тем самым заработал бонус за лучшее выступление вечера.
В декабре 2017 года встретился с Джереми Кимболлом и принудил его к сдаче с помощью удушающего приёма сзади.
В мае 2018 года техническим нокаутом выиграл у Джареда Каннонье.
Находясь на серии из 12 побед, не имея при этом ни одного поражения, удостоился права оспорить титул чемпиона UFC в полутяжёлом весе, принадлежавший Джону Джонсу. Чемпионский бой состоялся в феврале 2020 года на турнире UFC 247 в Хьюстоне и продлился все отведённые пять раундов. В итоге судьи единогласным решением признали победителем Джонса. Судьи Крис Ли и Маркос Росалес отдали три раунда Джонсу и два Рейесу. Джо Солис посчитал, что чемпион выиграл четыре раунда, а претендент — один. При этом представители медиа преимущественно признали победителем Рейеса: сайт MMA Decisions приводит 14 решений в пользу претендента против 7 в пользу чемпиона.

## Титулы и достижения

### Смешанные единоборства
- Ultimate Fighting Championship
  - Обладатель премии «Выступление вечера» (два раза) против Йоакима Кристенсена[11] и Криса Вайдмана[12].

## Статистика в профессиональном ММА
| Боёв 19  | Побед 15 | Поражений 4 |
| -------- | -------- | ----------- |
| Нокаутом | 10       | 3           |
| Сдачей   | 2        | 0           |
| Решением | 3        | 1           |

| Результат | Рекорд | Соперник           | Способ                       | Турнир                                | Дата             | Раунд | Время | Место                        | Примечание                                                  |
| --------- | ------ | ------------------ | ---------------------------- | ------------------------------------- | ---------------- | ----- | ----- | ---------------------------- | ----------------------------------------------------------- |
| Победа    | 15-4   | Никита Крылов      | KO (удары)                   | UFC 314                               | 12 апреля 2025   | 1     | 2:24  | Майями, Флорида, США         |                                                             |
| Победа    | 14-4   | Энтони Смит        | TKO (удары)                  | UFC 310                               | 7 декабря 2024   | 2     | 4:46  | Лас-Вегас, Невада, США       |                                                             |
| Победа    | 13-4   | Дастин Джейкоби    | KO (удары руками)            | UFC Fight Night: Каннонир vs. Имавов  | 8 июня 2024      | 1     | 2:00  | Луисвилл, Кентукки, США      |                                                             |
| Поражение | 12-4   | Райан Спэнн        | KO (удары руками)            | UFC 281                               | 12 ноября 2022   | 1     | 1:20  | Нью-Йорк, США                | Бой в промежуточном весе (206,6 фунт); Спэнн не сделал вес. |
| Поражение | 12-3   | Иржи Прохазка      | KO (удар локтем с разворота) | UFC on ESPN: Рейес vs. Прохазка       | 1 мая 2021       | 2     | 4:29  | Лас-Вегас, Невада, США       | «Лучший бой вечера» (1)                                     |
| Поражение | 12-2   | Ян Блахович        | TKO (удары)                  | UFC 253                               | 27 сентября 2020 | 2     | 4:36  | Абу-Даби, ОАЭ                | Бой за вакантный титул чемпиона UFC в полутяжёлом весе.     |
| Поражение | 12-1   | Джон Джонс         | Единогласное решение         | UFC 247                               | 8 февраля 2020   | 5     | 5:00  | Хьюстон, Техас, США          | Бой за титул чемпиона UFC в полутяжёлом весе                |
| Победа    | 12−0   | Крис Вайдман       | TKO (удары)                  | UFC on ESPN: Рейес vs. Вайдман        | 18 октября 2019  | 1     | 1:43  | Бостон, Массачусетс, США     | «Выступление вечера» (2)                                    |
| Победа    | 11−0   | Волкан Оздемир     | Раздельное решение           | UFC Fight Night: Тилл vs. Масвидаль   | 16 марта 2019    | 3     | 5:00  | Лондон, Англия               |                                                             |
| Победа    | 10−0   | Овинс Сен-Прё      | Единогласное решение         | UFC 229                               | 6 октября 2018   | 3     | 5:00  | Лас-Вегас, Невада, США       |                                                             |
| Победа    | 9-0    | Джаред Каннонье    | TKO (удары)                  | UFC Fight Night: Maia vs. Usman       | 19 мая 2018      | 1     | 2:55  | Сантьяго, Чили               |                                                             |
| Победа    | 8-0    | Джереми Кимболл    | Сдача (удушение сзади)       | UFC 218: Holloway vs. Aldo 2          | 2 декабря 2017   | 1     | 3:39  | Детройт, Мичиган, США        |                                                             |
| Победа    | 7-0    | Йоаким Кристенсен  | TKO (удары)                  | UFC Fight Night: Chiesa vs. Lee       | 25 июня 2017     | 1     | 0:29  | Оклахома-Сити, Оклахома, США | «Выступление вечера» (1)                                    |
| Победа    | 6-0    | Джордан Пауэлл     | KO (удар ногой в голову)     | LFA 13                                | 2 июня 2017      | 1     | 0:53  | Бербанк, Калифорния, США     |                                                             |
| Победа    | 5-0    | Маркус Гован       | KO (удар ногой в голову)     | Hoosier Fight Club 32                 | 11 февраля 2017  | 1     | 0:27  | Мичиган-Сити, Индиана, США   |                                                             |
| Победа    | 4-0    | Тайлер Смит        | TKO (удары)                  | King of the Cage: Martial Law         | 18 сентября 2016 | 1     | 1:35  | Онтэрио, Калифорния, США     |                                                             |
| Победа    | 3-0    | Келли Грей         | Единогласное решение         | King of the Cage: Sinister Intentions | 17 октября 2015  | 3     | 5:00  | Лас-Вегас, Невада, США       |                                                             |
| Победа    | 2-0    | Джесси Гласс       | Сдача (гильотина)            | Gladiator Challenge: Carnage          | 3 апреля 2015    | 1     | 0:55  | Ранчо-Мираж, Калифорния, США |                                                             |
| Победа    | 1-0    | Хосе Ривас-младший | TKO (удары)                  | King of the Cage: Fisticuffs          | 4 декабря 2014   | 1     | 3:23  | Хайленд, Калифорния, США     | Дебют в полутяжёлом весе.                                   |

## Проблемы со здоровьем
В октябре 2021 года боец заявил, что минимум до февраля драться не будет, так как ему нужно позаботиться о своем мозге . Подробности пока неизвестны.